# 弗德爾 (內布拉斯加州)
弗德爾（英語：Verdel）是位於美國內布拉斯加州諾克斯縣的村。

## 人口
根據2020年美國人口普查的數據，弗德爾的面積為0.45平方千米，皆為陸地。當地共有人口38人，而人口密度為每平方千米84人。